# Europaparlamentsvalet 2029
Europaparlamentsvalet 2029 planeras äga rum i Europeiska unionen den 7-10 juni 2029 för att välja ledamöterna av Europaparlamentet för mandatperioden 2029–2034. Valet blir det elfte allmänna och direkta valet till Europaparlamentet.
| Europeiska flaggan | EU-portalen – temasidan för Europeiska unionen på svenskspråkiga Wikipedia. |